# Anand Pillay (Polizist)

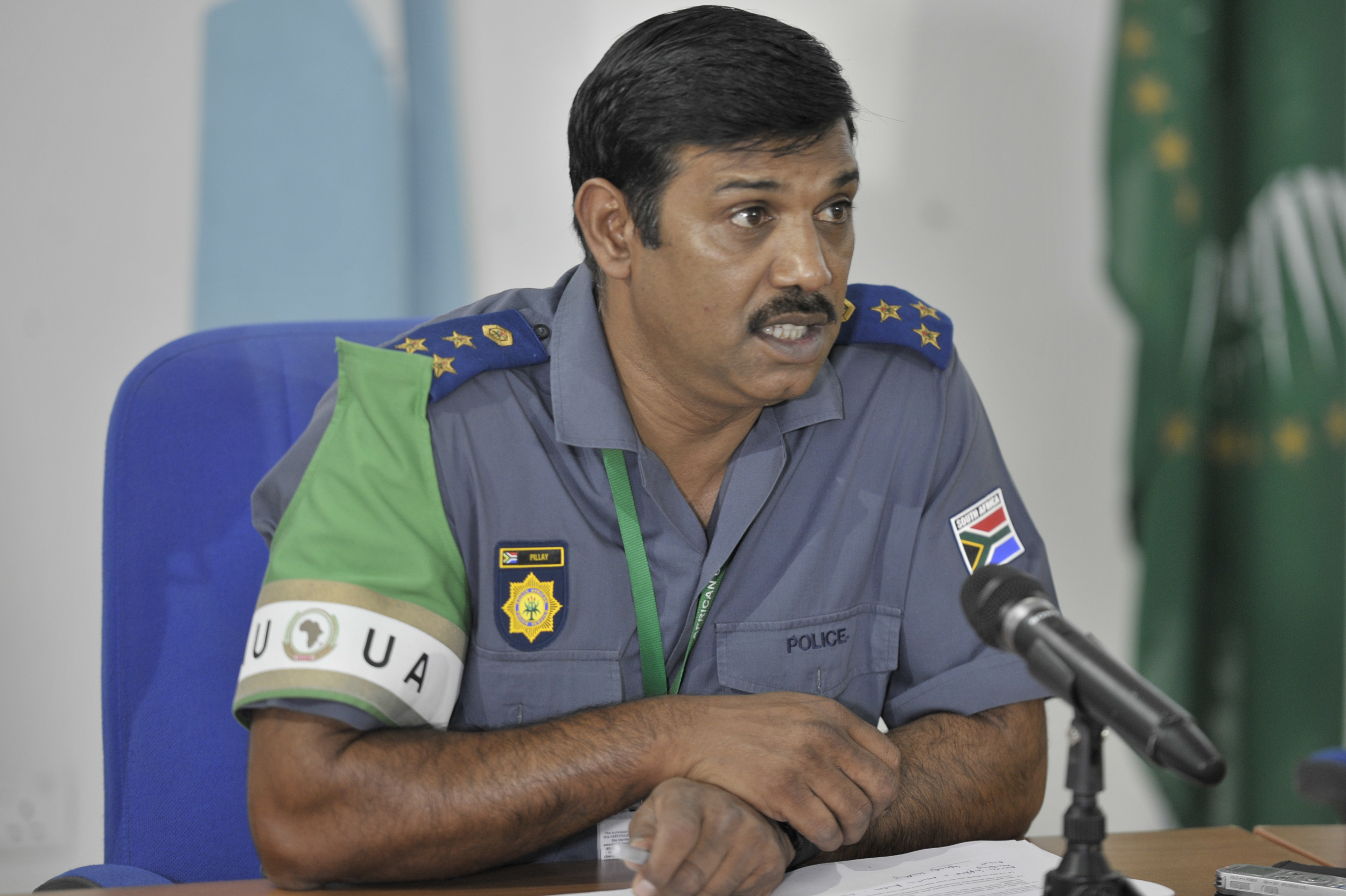
Anand Pillay während einer Pressekonferenz in Mogadischu.

Anand Pillay ist ein südafrikanischer Brigadegeneral der South African Police Service (SAPS). Von Mai 2014 bis November 2017 war er im Amt als Police Commissioner (vergleichbar einem Polizeipräsidenten) oberster Leiter der Polizeikomponente der Mission der Afrikanischen Union in Somalia (AMISOM). In diesem Amt folgte er Ben Oyo Nyeko, der es nach dem Rücktritt des Simbabwers Charles Makono kommissarisch von 2012 bis 2014 innehatte.
Pillay war zuvor Police Commissioner der African Union Mission in Sudan (AMIS). Er wurde dann Kommandeur der Milnerton-Gruppe in der Provinz Westkap. Er ist Alumnus der Universität von Südafrika.